# Пивдене
Пивдене (укр. Південне), раније Јужне (укр. Южне) град је Украјини у Одеској области. Према процени из 2022. у граду је живело 32.677 становника.
Град је основан 11. Маја 1978, одлуком Врховне Раде Украјине.
Првобитно настао као насеље Одеског лучког комбината у Малом Аџаличком ушћу, од 1981. године претворен је у предграђе Одесе у оквиру Суворовског округа града. Од Јужног поморског терминала градске луке, гасовод Одеса–Броди почиње ка западној Украјини.

## Становништво
Према процени, у граду је 2012. живело 30.857 становника.
| 1989.  | 2001.  | 2012.  |
| ------ | ------ | ------ |
| 15.587 | 23.977 | 30.857 |